# Yeo Ho-suah
Yeo Ho-suah (en coréen 여호수아, d'où parfois Ho Su Ah, né le 5 avril 1987 à Incheon) est un athlète sud-coréen, spécialiste du relais 4 × 100 m.
Son record sur 100 m est de 10 s 48, obtenu à Daegu le 19 mai 2010, récit qu'il porte à 10 s 47 le 31 mai 2012 à Rome. Il a battu à deux reprises le record du 4 × 100 m sud-coréen (qui datait de 1988) en 39 s 04 à Jiaxing alors qu'il était à peine remis de blessure.
Il est médaillé d'argent sur 200 m lors des Jeux de l'Asie de l'Est à Hong Kong en 2009.
Il repermet à l'équipe sud-coréenne de battre une seconde fois son récent record national sur relais 4 × 100, en demi-finale des Championnats du monde d'athlétisme 2011, en descendant pour la première fois sous les 39 s. Le temps est de 38 s 94 qui leur permet d'être cinquièmes avec l'équipe de relais suivante : Yeo Ho-suah au départ, Cho Kyu-won, Kim Kuk-young, et Lim Hee-nam.
Il égale à deux reprises son record sur 200 m lors des Jeux asiatiques à Incheon, en 20 s 82, en remportant la médaille de bronze, puis la médaille d'argent du relais 4 x 400 m.